# Holochlora prasina
Holochlora prasina är en insektsart som beskrevs av Rehn, J.A.G. 1909. Holochlora prasina ingår i släktet Holochlora och familjen vårtbitare. Inga underarter finns listade i Catalogue of Life.